# Milton Glaser

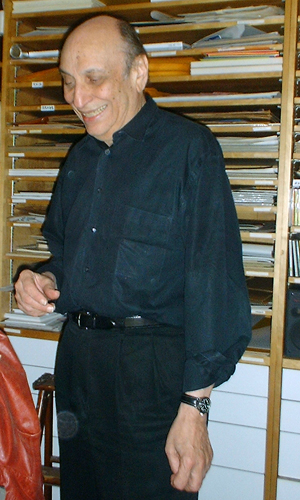
Milton Glaser (2003)

Milton Glaser (* 26. Juni 1929 in New York; † 26. Juni 2020 ebenda) war ein amerikanischer Grafikdesigner, Illustrator, Typograf und Lehrer.
Glaser kam als Sohn ungarisch-jüdischer Eltern zur Welt. Er studierte von 1948 bis 1951 an der Cooper Union in New York sowie 1952/53 an der Accademia delle Belle Arti in Bologna (Italien) bei Giorgio Morandi.
Milton Glaser war zusammen mit Seymour Chwast, Reynold Ruffins und Edward Sorel Gründungsmitglied des Push Pin Studios, einer Designagentur in New York (1954–1974). Der sogenannte „Push-Pin-Stil“ brach in seiner spielerischen Handschrift mit dem in den USA zu dieser Zeit vorherrschenden Design, welches stark von Europa und dem relativ strengen und nüchternen Schweizer Grafikdesign der 1950er und 1960er Jahre geprägt war. Er war von 1955 bis 1974 Herausgeber und Artdirector von Push Pin Graphic (zusammen mit Chwast und Ruffins). Glaser schied allerdings bereits 1970 bei Push Pin aus und gründete 1974 sein eigenes Studio  Milton Glaser Inc.

## Werk

I LOVE NY, 1973

Glaser zählt mit zu den wichtigsten Grafikern, Illustratoren und Posterkünstlern der Neuzeit. Sein Werk reicht von der Architektur bis zum Möbeldesign. Ein Schwerpunkt des Milton Glaser Studios ist das Produktdesign sowie die Gestaltung von innovativen Kunst-, Konzert- und Veranstaltungsplakaten; so gilt das Poster für Bob Dylan als eine seiner bekanntesten Arbeiten und ist mittlerweile ein begehrtes Sammlerobjekt. Glaser entwarf das visuelle Erscheinungsbild von Windows on the World, jenem berühmten Restaurant im ursprünglichen World Trade Center. Glasers Werke zeugen von einem individuellen und farbenfrohen Zeichenstil, der oft gepaart ist mit visuellen Täuschungen (Camouflage), dekorativen Mustern und dezenter, subtil eingesetzter, eher klassischer Typografie.
Glaser gestaltete überdies zahlreiche Unternehmenslogos und Signets; das bekannteste dürfte wohl das in einer halbfetten American Typewriter gesetzte „I love NY“ (Ich liebe New York) sein, wobei das Wort love durch ein rotes Herz symbolisiert wird. Die absolute Reduktion des New-York-Logos – drei Buchstaben, ein Zeichen, Schwarz auf Weiß und einmal Rot – ist eine Chiffre, der man weder etwas hinzufügen noch etwas streichen kann.
Das Rebuslogo „I LOVE NY“ wurde unzählige Male abgewandelt und persifliert; zuletzt von Milton Glaser selbst, der sein Logo nach den Terroranschlägen des 11. September in „I LOVE NY MORE THAN EVER“ (Ich liebe New York mehr denn je) änderte – mit einem kleinen schwarzen Fleck auf dem roten Herzen.
Für Glaser war das Werk ein Produkt von Neugier, Wissen, Planung, Handwerk und vor allem von Arbeit; mehr Transpiration als künstlerische Inspiration. Er ließ sich dabei von Jugendstil, chinesischer Kalligrafie und Cartoons der 1930er Jahre beeinflussen. Ornamentik, narrative Illustration und visuelle Ambiguität zeichneten seinen gestalterischen Stil aus.

## Bedeutung
Milton Glasers Arbeiten wurden vielfach ausgezeichnet, so u. a. vom Art Directors Club, dem American Institute of Graphic Arts oder dem Type Directors Club und fanden Einzug in unzählige Postergalerien und Sammlungen zahlreicher Museen, so dem Museum of Modern Art in New York, dem Victoria and Albert Museum in London oder dem Israel-Museum in Jerusalem. Glaser wurde zum Ehrenmitglied der Royal Society of Arts ernannt; er lehrte an der School of Visual Arts und der Cooper Union in New York.
2009 wurde Glaser von US-Präsident Barack Obama mit der National Medal of Arts geehrt. Er starb an seinem 91. Geburtstag in Manhattan an den Folgen eines Schlaganfalls.

## Arbeiten (Auswahl)
- Bob Dylan Plakat für CBS Records (1966)
- Werbeplakat für die Schreibmaschine Valentine von Olivetti (1970)
- „I LOVE NY“ Logo (1973)
- Logo für DC Comics (1977–2005)

### Schriftentwürfe
- Babycurls
- Babyfat
- Babyteeth
- Glaser Stencil
- Houdini

### Sonstiges
Das Milton Glaser Studio gestaltete den digitalen Vorspann zu e-m@il für Dich (You’ve got Mail) mit Tom Hanks und Meg Ryan.

### Film
Milton Glaser war Produzent und Zeichner des 1968 entstandenen Antikriegsfilmes Micky Maus in Vietnam. Der Film wurde beim Kurzfilmfestival in Oberhausen 1970 mit einem Preis ausgezeichnet.

## Publikationen
- If Apples had Teeth (zusammen mit Shirley Glaser), New York 1960
- Graphik Design / Graphik und Design, New York 1975 (deutsche Neuauflage 1982 bei Propyläen) ISBN 3-549-15890-4
- Art is Work / Kunst ist Arbeit von Milton Glaser, Gingko Press (2002) ISBN 3-927258-85-7